# Оборачиватель лент льна
Обора́чиватель лент льна — сельскохозяйственная машина, предназначенная для оборачивания разостланных льноуборочным комбайном (льномолотилкой) лент льносоломы в процессе вылежки в тресту с целью сохранения её качества и ускорения просыхания лент перед подбором.

## Принцип работы
При движении агрегата по полю подбирающий барабан поднимает с земли ленту стеблей льна и передает на перекрестный транспортер, который оборачивает ленту льна на 180°. Затем свернутая лента с помощью выводящего устройства расстилается на поверхности поля. Оборачивание лент льна повышает качество льносырья на 0,5—1 сортономер, а также сокращает сроки уборки.

## Классификация
Оборачиватели лент льна различают:
- По принципу агрегатирования
  - прицепные
  - навесные
  - полунавесные
  - самоходные
- По конструкции подборщика
  - с транспортером с жесткими пальцами
  - с барабаном с пружинящими неубирающимися пальцами
  - с убирающимися жесткими или подпружиненными пальцами, направляемыми копиром
- По типу оборачивающих устройств
  - с ленточно-роликовым перекрестным транспортером
  - с коническим барабаном с убирающимися пальцами
  - с направляющими в виде винтообразного скатного листа
  - с дисковым транспортером
  - с перекрестным пальчатым ременём